# 张余亭
张余亭，（1947年—2024年10月3日），山东省汶上县南站镇人，中国人民解放军中将。
1998年，担任第二炮兵第56基地副司令员。2002年，升任第二炮兵副参谋长。2006年，升任第二炮兵副司令员，次年授中将军衔。